# Palácio de Stok
O Palácio de Stok é um palácio da família real do Ladaque, noroeste da Índia, situado na aldeia de Stok, 13 km a sul de Lé, a capital regional. Foi construído pelo rei Tsespal Tondup Namgyal na década de 1820 e inicialmente foi uma das residências reais de verão da família real. Quando o Ladaque foi invadido pelos caxemires em 1846, a família real foi exilada em Stok e desde então que o palácio é a sua principal residência. A atual gyalmo, Deskit Angmo, que seria rainha caso ainda existisse a monarquia ladaque, ainda ali passa o verão.
Embora mais pequeno, o Palácio de Stok tem muitas semelhanças com o Palácio de Lé, a residência principal dos reis ladaques. Deskit Angmo transformou uma parte do palácio em museu e em hotel. No museu estão expostas várias peças pertencentes à família real, que incluem ricas thangkas do século XVI pintadas com tintas feitas com rubis, esmeraldas e safiras esmagadas e as peraks da gyalmo, um ornamento feminino para a cabeça em forma de touca ainda usado em ocasiões especiais, feito com peças de turquesa pura, coral polido lápis-lazúli e pepitas de ouro, de origem possivelmente tibetana.